# Dugonginae
A Dugonginae az emlősök (Mammalia) osztályának tengeritehenek (Sirenia) rendjébe, ezen belül a dugongfélék (Dugongidae) családjába tartozó alcsalád.

## Tudnivalók
A Dugonginae alcsaládban csak egy recens faj van, a dugong (Dugong dugon), amely még ma is létezik. A dugong mellett, ebbe az alcsaládba számos fosszilis faj is tartozik. A Természetvédelmi Világszövetség Vörös Listája szerint a dugong Sebezhető fajnak számít.

## Rendszerezés
Az alcsaládba az alábbi nemek és fajok tartoztak:
- †Bharatisiren
  - †Bharatisiren indica
  - †Bharatisiren kachchhensis
- †Corystosiren
  - †Corystosiren varguezi
- †Crenatosiren
  - †Crenatosiren olseni - szinonimája: Halitherium olsenensis
- †Dioplotherium
  - †Dioplotherium allisoni
  - †Dioplotherium manigaulti
- †Domningia
  - †Domningia sodhae
- Dugong - szinonimák: Platystomus, Dugungus, Halicore, Amblychilus, Dugongidus, Halicora
  - dugong (Dugong dugon)
- †Kutchisiren - szinonimája: Kotadasiren
  - ?†Kotadasiren gracillis - lehet, hogy a Kutchisiren cylindrica szinonimája
  - †Kutchisiren cylindrica típusfaj
- †Nanosiren
  - †Nanosiren garciae típusfaj
  - †Nanosiren sanchezi
- †Rytiodus - szinonimája: Thelriope
  - †Rytiodus capgrandi - szinonimája: Thelriope capgrandi
- †Xenosiren
  - †Xenosiren yucateca